# Leichtathletik-Länderkampf der Männer 1964 BR Deutschland – Schweiz
| 7. Leichtathletik-Länderkampf mit bundesdeutscher Beteiligung 1964 | 7. Leichtathletik-Länderkampf mit bundesdeutscher Beteiligung 1964 |
| ------------------------------------------------------------------ | ------------------------------------------------------------------ |
|                                                                    |                                                                    |
| Ländervergleich der Männer: BR Deutschland – Schweiz               |                                                                    |
| Austragungsort                                                     | Ludwigshafen                                                       |
| Wettbewerbe                                                        | 20                                                                 |
| Datum                                                              | 26./27. September 1964                                             |
| 1. FRG 2. SUI                                                      | 148 Punkte 064 Punkte                                              |
| Chronik                                                            |                                                                    |
| ← POL-FRG (F)                                                      | FRA-FRG-SUI 10kampf (M) →                                          |

Im siebten Vergleich des Länderkampfjahres 1964 bestritten die bundesdeutschen Männer zwei Wochen nach der Begegnung mit Polen einen weiteren Länderkampf mit dem Traditionsgegner aus der Schweiz. Zuvor waren die beiden Nationen in diesem Jahr bereits in einem Straßenlaufwettkampf und einer Zehnkampf-Begegnung aufeinander getroffen. Ein weiterer Vergleich der Zehnkämpfer gemeinsam mit Frankreich sollte noch folgen. Ohne Zählung der Geher-, Straßenlauf- und Zehnkampf-Begegnungen sowie eines Sechsländerkampfs 1961 war dies der 27. Vergleich in einem Zweiländerkampf mit der Schweiz. In fast all diesen traditionellen Treffen der beiden Nationen hatte die Bundesrepublik Deutschland gesiegt, nur 1955 hatten die Schweizer Sportler vorne gelegen, als die Bundesrepublik gleichzeitig noch zwei weitere Vergleiche mit den Niederlanden und mit Dänemark durchgeführt und damit drei verschiedene Teams zu stellen hatte.

## Wettbewerbe und Modus
Auf dem Programm standen die bei Länderkämpfen üblichen zwanzig Disziplinen. Aus dem olympischen Wettbewerbskatalog fehlten nur der Marathonlauf, die beiden Gehwettbewerbe und der Zehnkampf. Die Wertung erfolgte in den Einzeldisziplinen nach dem Standardsystem, in den Staffeln wurden abweichend vom Standard vier zu eins Punkte vergeben.

## Ergebnis
Die Dominanz der bundesdeutschen Leichtathleten war groß in diesem Aufeinandertreffen. Die Sportler aus der Schweiz konnten mit dem Rennen über 400 Meter nur einen einzigen Wettbewerb für sich entscheiden. Die weiteren neunzehn Disziplinen gingen bei vierzehn Doppelerfolgen allesamt an Deutschland. So siegte die Bundesrepublik Deutschland sehr deutlich mit 148 zu 64 Punkten.

## Resultate

### 100 m
| Platz | Athlet              | Land | Zeit (s) |
| ----- | ------------------- | ---- | -------- |
| 1     | Manfred Knickenberg | FRG  | 10,5     |
| 2     | Fritz Obersiebrasse | FRG  | 10,5     |
| 3     | Max Barandun        | SUI  | 10,8     |
| 4     | Rudolf Ögerli       | SUI  | 11,0     |

Datum: 26. September

### 200 m
| Platz | Athlet              | Land | Zeit (s) |
| ----- | ------------------- | ---- | -------- |
| 1     | Friedrich Roderfeld | FRG  | 21,1     |
| 2     | Heinz Schumann      | FRG  | 21,3     |
| 3     | Peter Laeng         | SUI  | 21,7     |
| 4     | Marcel Stadelmann   | SUI  | 21,8     |

Datum: 27. September

### 400 m
| Platz | Athlet              | Land | Zeit (s) |
| ----- | ------------------- | ---- | -------- |
| 1     | Peter Laeng         | SUI  | 46,5     |
| 2     | Jürgen Kalfelder    | FRG  | 46,9     |
| 3     | Jörg Jüttner        | FRG  | 47,7     |
| 4     | Jean-Louis Descloux | SUI  | 47,9     |

Datum: 26. September

### 800 m
| Platz | Athlet          | Land | Zeit (min) |
| ----- | --------------- | ---- | ---------- |
| 1     | Manfred Kinder  | FRG  | 1:51,0     |
| 2     | Dieter Bogatzki | FRG  | 1:51,0     |
| 3     | Edgar Bauer     | SUI  | 1:51,9     |
| 4     | Kurt Rupp       | SUI  | 1:52,0     |

Datum: 26. September

### 1500 m
| Platz | Athlet          | Land | Zeit (min) |
| ----- | --------------- | ---- | ---------- |
| 1     | Karl Eyerkaufer | FRG  | 3:49,8     |
| 2     | Rolf Jelinek    | SUI  | 3:50,8     |
| 3     | Hansruedi Knill | SUI  | 3:50,9     |
| 4     | Harald Norpoth  | FRG  | 3:58,1     |

Datum: 27. September
Harald Norpoth stürzte 400 Meter vor dem Ziel, lief das Rennen jedoch zu Ende.

### 5000 m
| Platz | Athlet            | Land | Zeit (min) |
| ----- | ----------------- | ---- | ---------- |
| 1     | Manfred Letzerich | FRG  | 14:27,6    |
| 2     | Lutz Philipp      | FRG  | 14:27,6    |
| 3     | Hugo Eisenring    | SUI  | 14:54,2    |
| 4     | Oskar Leupi       | SUI  | 15:24,0    |

Datum: 26. September

### 10.000 m
| Platz | Athlet         | Land | Zeit (min) |
| ----- | -------------- | ---- | ---------- |
| 1     | Horst Flosbach | FRG  | 30:12,6    |
| 2     | Günter Bretag  | FRG  | 30:12,6    |
| 3     | Fritz Holzer   | SUI  | 31:13,8    |
| 4     | Guido Vögele   | SUI  | 32:26,4    |

Datum: 27. September

### 110 m Hürden
| Platz | Athlet            | Land | Zeit (s) |
| ----- | ----------------- | ---- | -------- |
| 1     | Hinrich John      | FRG  | 14,2     |
| 2     | Fiorenzo Marchesi | SUI  | 14,6     |
| 3     | Werner Trzmiel    | FRG  | 14,7     |
| 4     | Stelio Conconi    | SUI  | 15,1     |

Datum: 26. September

### 400 m Hürden
| Platz | Athlet         | Land | Zeit (s) |
| ----- | -------------- | ---- | -------- |
| 1     | Ferdinand Haas | FRG  | 51,8     |
| 2     | Horst Gieseler | FRG  | 52,0     |
| 3     | Hans Kocher    | SUI  | 54,3     |
| 4     | Hans Beierle   | SUI  | 54,6     |

Datum: 27. September

### 3000 m Hindernis
| Platz | Athlet            | Land | Zeit (min) |
| ----- | ----------------- | ---- | ---------- |
| 1     | Helmut Neumann    | FRG  | 9:11,0     |
| 2     | Alfons Ida        | FRG  | 9:11,0     |
| 3     | Arthur Hess       | SUI  | 9:23,2     |
| 4     | Walter Kammermann | SUI  | 9:41,4     |

Datum: 27. September

### 4 × 100 m Staffel
| Platz | Besetzung | Land                                                             | Zeit (s) |
| ----- | --------- | ---------------------------------------------------------------- | -------- |
| 1     | FRG       | Gert Metz Friedrich Roderfeld Heinz Schumann Fritz Obersiebrasse | 39,7     |
| 2     | Schweiz   | Strebel Rudolf Ögerli Marcel Stadelmann Max Barandun             | 41,3     |

Datum: 26. September

### 4 × 400 m Staffel
| Platz | Besetzung | Land                                                               | Zeit (min) |
| ----- | --------- | ------------------------------------------------------------------ | ---------- |
| 1     | FRG       | Jörg Jüttner Jürgen Kalfelder Johannes Schmitt Manfred Kinder      | 3:07,3     |
| 2     | Schweiz   | Jean-Louis Descloux Hansjörg Bosshard Hansruedi Bruder Peter Laeng | 3:10,6     |

Datum: 27. September

### Hochsprung
| Platz | Athlet                | Land | Höhe (m) |
| ----- | --------------------- | ---- | -------- |
| 1     | Wolfgang Schillkowski | FRG  | 2,03     |
| 2     | Ralf Drecoll          | FRG  | 2,03     |
| 3     | Michael Portmann      | SUI  | 1,95     |
| 3     | René Maurer           | SUI  | 1,95     |

Datum: 27. September

### Stabhochsprung
| Platz | Athlet             | Land | Höhe (m) |
| ----- | ------------------ | ---- | -------- |
| 1     | Wolfgang Reinhardt | FRG  | 4,80     |
| 2     | Klaus Lehnertz     | FRG  | 4,60     |
| 3     | Werner Duttweiler  | SUI  | 4,20     |
| 4     | Fritz Siegrist     | SUI  | 3,80     |

Datum: 26. September

### Weitsprung
| Platz | Athlet             | Land | Weite (m) |
| ----- | ------------------ | ---- | --------- |
| 1     | Wolfgang Klein     | FRG  | 7,42      |
| 2     | Hans-Helmut Trense | FRG  | 7,25      |
| 3     | Hanspeter Steiner  | SUI  | 6,75      |
| 4     | Michel Bourquin    | SUI  | 6,56      |

Datum: 26. September

### Dreisprung
| Platz | Athlet        | Land | Weite (m) |
| ----- | ------------- | ---- | --------- |
| 1     | Michael Sauer | FRG  | 15,59     |
| 2     | Günter Krivec | FRG  | 15,31     |
| 3     | Ernst Stierli | SUI  | 14,33     |
| 4     | Edgar Müller  | SUI  | 13,63     |

Datum: 27. September

### Kugelstoßen
| Platz | Athlet               | Land | Weite (m) |
| ----- | -------------------- | ---- | --------- |
| 1     | Heinfried Birlenbach | FRG  | 18,18     |
| 2     | Dietrich Urbach      | FRG  | 18,08     |
| 3     | Edy Hubacher         | SUI  | 15,71     |
| 4     | Max Hubacher         | SUI  | 15,29     |

Datum: 27. September

### Diskuswurf
| Platz | Athlet           | Land | Weite (m) |
| ----- | ---------------- | ---- | --------- |
| 1     | Josef Klik       | FRG  | 51,75     |
| 2     | Henning Nickenig | FRG  | 51,09     |
| 3     | Mathias Mehr     | SUI  | 49,38     |
| 4     | Bruno Meier      | SUI  | 44,82     |

Datum: 27. September

### Hammerwurf
| Platz | Athlet           | Land | Weite (m) |
| ----- | ---------------- | ---- | --------- |
| 1     | Uwe Beyer        | FRG  | 63,45     |
| 2     | Hans Fahsl       | FRG  | 61,94     |
| 3     | Ernst Ammann     | SUI  | 59,64     |
| 4     | Hansjürg Steiner | SUI  | 50,61     |

Datum: 26. September

### Speerwurf
| Platz | Athlet           | Land | Weite (m) |
| ----- | ---------------- | ---- | --------- |
| 1     | Hermann Salomon  | FRG  | 80,16     |
| 2     | Rolf Herings     | FRG  | 79,47     |
| 3     | Urs von Wartburg | SUI  | 73,07     |
| 4     | Rolf Bühler      | SUI  | 67,35     |

Datum: 26. September